# 金菱清
金菱 清（かねびし きよし、1975年7月11日 -  ）は、日本の社会学者。専門は環境社会学。博士（社会学）(関西学院大学)。関西学院大学社会学部教授。

## 人物
大阪府生まれ。1999年関西学院大学社会学部卒業。2004年関西学院大学大学院社会学研究科博士後期課程単位取得退学。ベルランド看護専門学校非常勤講師、
関西労災看護専門学校非常勤講師、東北文化学園大学非常勤講師、東北学院大学教養学部地域構想学科教授を経て現職。

## 著書
- 『フィールドワークってなんだろう（ちくまプリマー新書）』筑摩書房2024年
- 『悲愛―あの日のあなたへ手紙をつづる』新曜社2017年
- 『震災学入門: 死生観からの社会構想 (ちくま新書)』筑摩書房2016年
- 『呼び覚まされる 霊性の震災学』新曜社2016年
- 『反福祉論: 新時代のセーフティーネットを求めて (ちくま新書)』筑摩書房(大澤史伸共著)2014年
- 『震災メメントモリ―第二の津波に抗して』新曜社2014年
- 『体感する社会学―Oh!My Sociology』新曜社2010年
- 『生きられた法の社会学』新曜社2008年

## 受賞
- 2002年第1回日本社会学会奨励賞論文の部[3]
- 2004年関西学院大学社会学部長賞
- 2009年第8回日本社会学会奨励賞著書の部[4]
- 2012年第9回出版梓会新聞社学芸文化賞